# ستونتون
ستونتون (فيرجينيا) (بالإنجليزية: Staunton, Virginia)‏ هي مدينة تقع في الولايات المتحدة في فيرجينيا. يقدر عدد سكانها بـ 23,746 نسمة ومساحتها 51.8 كم2 وترتفع عن سطح البحر 432 متر.

## التركيبة السكانية
حدّد مكتب تعداد الولايات المتحدة بيانات التركيبة السكانية لستونتون في تعداد الولايات المتحدة. في ما يلي، التركيبة السكانية حسب تعدادي 2000 و2010.

### تعداد عام 2000
بلغ عدد سكان ستونتون 23,853 نسمة بحسب تعداد عام 2000، وبلغ عدد الأسر 9,676 أسرة وعدد العائلات 5,766 عائلة مقيمة في المدينة. في حين سجلت الكثافة السكانية 461 نسمة لكل كيلومتر مربع (1,194.0/ميل2). وبلغ عدد الوحدات السكنية 10,427 وحدة بمتوسط كثافة قدره 201.5 لكل كيلومتر مربع (521.9/ميل2).
وتوزع التركيب العرقي للمدينة بنسبة 83.29% من البيض و13.95% من الأمريكيين الأفارقة و0.22% من الأمريكيين الأصليين و0.46% من الأمريكيين ذوي الأصول الآسيوية و0.01% من سكان جزر المحيط الهادئ و0.52% من الأعراق الأخرى و1.55% من عرقين مختلطين أو أكثر و1.11% من الهسبانيون أو اللاتينيون من أي عرق.
بلغ عدد الأسر 9,676 أسرة كانت نسبة 27.5% منها لديها أطفال تحت سن الثامنة عشر تعيش معهم، وبلغت نسبة الأزواج القاطنين مع بعضهم البعض 44.4% من أصل المجموع الكلي للأسر، ونسبة 11.7% من الأسر كان لديها معيلات من الإناث دون وجود شريك، بينما كانت نسبة 3.5% من الأسر لديها معيلون من الذكور دون وجود شريكة وكانت نسبة 40.4% من غير العائلات. تألفت نسبة 34.7% من أصل جميع الأسر من عدة أفراد يعيشون في نفس المنزل ونسبة 14.3% كانت تتألف من شخص يعيش بمفرده يبلغ من العمر 65 عاماً أو أكثر. وبلغ متوسط حجم الأسرة المعيشية 2.19، أما متوسط حجم العائلات فبلغ 2.81.
بلغ العمر الوسطي للسكان 39.8 عاماً. وكانت نسبة 19.1% من القاطنين تحت سن الثامنة عشر، وكانت نسبة 6.7% بين الثامنة عشر والرابعة والعشرين عاماً، ونسبة 24.4% كانت واقعةً في الفئة العمرية ما بين الخامسة والعشرين والرابعة والأربعين عاماً، ونسبة 22.6% كانت ما بين الخامسة والأربعين والرابعة والستين، ونسبة 16.1% كانت ضمن فئة الخامسة والستين عاماً فما فوق. يوجد لكل 100 أنثى 86.6 ذكر، ويوجد لكل 100 أنثى في الثامنة عشر من عمرها فما فوق 83.5 ذكر.
بلغ متوسط دخل الأسرة في المدينة 32,941 دولارًا، أما متوسط دخل العائلة فبلغ 44,422 دولارًا. وكان متوسط دخل الذكور 30,153 دولارًا مقابل 22,079 دولارًا للإناث. وسجل دخل الفرد الخاص بالمدينة 19,161 دولارًا. وكانت نسبة 7.7% من العائلات ونسبة 11.7% من السكان تحت خط الفقر، وكان من هؤلاء نسبة 16.6% تحت سن الثامنة عشر ونسبة 10.7% في الخامسة والستين من العمر وما فوق.

### تعداد عام 2010
بلغ عدد سكان ستونتون 23,746 نسمة بحسب تعداد عام 2010، وبلغ عدد الأسر 10,480 أسرة وعدد العائلات 5,982 عائلة مقيمة في المدينة. في حين سجلت الكثافة السكانية 458.9 نسمة لكل كيلومتر مربع (1,188.5/ميل2). وبلغ عدد الوحدات السكنية 11,738 وحدة بمتوسط كثافة قدره 226.9 لكل كيلومتر مربع (587.7/ميل2).
وتوزع التركيب العرقي للمدينة بنسبة 83.69% من البيض و12.15% من الأمريكيين الأفارقة و0.20% من الأمريكيين الأصليين و0.78% من الأمريكيين ذوي الأصول الآسيوية و0.03% من سكان جزر المحيط الهادئ و0.80% من الأعراق الأخرى و2.35% من عرقين مختلطين أو أكثر و2.16% من الهسبانيون أو اللاتينيون من أي عرق.
بلغ عدد الأسر 10,480 أسرة كانت نسبة 25.2% منها لديها أطفال تحت سن الثامنة عشر تعيش معهم، وبلغت نسبة الأزواج القاطنين مع بعضهم البعض 40% من أصل المجموع الكلي للأسر، ونسبة 13.1% من الأسر كان لديها معيلات من الإناث دون وجود شريك، بينما كانت نسبة 4% من الأسر لديها معيلون من الذكور دون وجود شريكة وكانت نسبة 42.9% من غير العائلات. تألفت نسبة 36.3% من أصل جميع الأسر من عدة أفراد يعيشون في نفس المنزل ونسبة 15.4% كانت تتألف من شخص يعيش بمفرده يبلغ من العمر 65 عاماً أو أكثر. وبلغ متوسط حجم الأسرة المعيشية 2.15، أما متوسط حجم العائلات فبلغ 2.79.
بلغ العمر الوسطي للسكان 42.2 عاماً. وكانت نسبة 19.4% من القاطنين تحت سن الثامنة عشر، وكانت نسبة 9.6% بين الثامنة عشر والرابعة والعشرين عاماً، ونسبة 24.1% كانت واقعةً في الفئة العمرية ما بين الخامسة والعشرين والرابعة والأربعين عاماً، ونسبة 27% كانت ما بين الخامسة والأربعين والرابعة والستين، ونسبة 19.8% كانت ضمن فئة الخامسة والستين عاماً فما فوق. وتوزع التركيب الجنسي للسكان بنسبة 45.3% ذكور و54.7% إناث.

## أعلام
- ويليام هنري هارمان
- ألكسندر هيو هولمز ستيوارت
- جورج إم. كوشران
- جون بريكنريدج
- ماري جوليا بالدوين
- كينتون هاربر
- ديبورا بلاكويل
- جون براون
- جوزيف جورج فايفر
- فرانسيس كولينز